# 瓦西里·戈尔多夫
瓦里西·尼古拉耶维奇·戈尔多夫（俄語：Васи́лий Никола́евич Го́рдов，1896年12月12日—1950年8月24日）是苏联军官，上将，曾任斯大林格勒方面军司令。

## 生平
1896年，出生于沙俄乌法省马特维耶夫卡镇的农民家庭。1915年，入伍，参加一战。1917年，参加赤卫队。1918年，入党。
1925年，任蒙古人民军教官。1932年，毕业于伏龙芝军事学院。1933年，任莫斯科步兵学校参谋长。1935年，任步兵师参谋长。1937年，任步兵师师长。1939年，任加里宁军区参谋长。1940年，任伏尔加沿岸军区参谋长。
1941年，任21集团军参谋长、司令1942年，授中将，任斯大林格勒方面军司令。1943年，授上将。1944年，任第3近卫集团军司令。1945年，任伏尔加沿岸军区司令。1946年，因言获罪，被捕入狱。1950年，死亡。1956年，平反。